# Rouxinol-do-mato-de-bigodes
Rouxinol-de-bigodes ou rouxinol-do-mato-de-bigodes (Tychaedon quadrivirgata) é uma espécie de ave da família Muscicapidae.
Pode ser encontrada nos seguintes países: Botswana, Quénia, Malawi, Moçambique, Namíbia, Somália, África do Sul, Essuatíni, Tanzânia, Zâmbia e Zimbabwe.
Os seus habitats naturais são: florestas secas tropicais ou subtropicais , florestas subtropicais ou tropicais húmidas de baixa altitude e matagal húmido tropical ou subtropical.